# Tennis ai Giochi della XXXI Olimpiade
Le partite di tennis dei Giochi della XXXI Olimpiade si sono svolte tra il 6 e il 14 agosto 2016 al Centro Olímpico de Tênis di Barra da Tijuca su campi in cemento.
Come successo a Londra è confermato il torneo di doppio misto portando a un totale di cinque discipline diverse in cui verranno assegnate medaglie.

## Formula della competizione
Hanno partecipato 172 atleti, 86 uomini e 86 donne. Gli incontri si sono disputati al meglio dei tre set, eccetto che per la finale del singolare maschile che si è giocata al meglio dei cinque set. Tutte le gare sono ad eliminazione diretta. I due sconfitti delle semifinali hanno disputato un incontro per l'assegnazione della medaglia di bronzo.
I tornei maschili e femminili sono stati inclusi rispettivamente nell'ATP World Tour e nel WTA Tour senza tuttavia assegnare punti ai fini della classifica.

## Qualificazioni
Per il singolare l'accesso è stato garantito ai primi 56 atleti del ranking ATP o WTA riferito al 6 giugno 2016, con il limite di quattro atleti per nazione. Se tra i primi 56 tennisti erano presenti troppi connazionali sono stati ammessi solo i primi quattro cedendo il posto ai giocatori oltre la 56ª posizione.
Per poter essere convocati i giocatori devono avere dato la disponibilità a rappresentare la propria nazione in Fed Cup o in Coppa Davis in almeno due stagioni a partire dal 2013, tra le quali almeno una volta a partire dal 2015.
Singolari:
- 56 giocatori si sono qualificati direttamente in base al ranking.
- 6 wild-card sono state assegnate dalla ITF's Olympic Committee in base al ranking ed al paese di provenienza.
- 2 inviti sono stati assegnati dalla Tripartite Commission a giocatori provenienti da piccole nazioni.

Doppi:
- 24 team si sono qualificati direttamente in base al ranking.
- 8 team sono stati scelti dalla ITF in base al ranking ed al paese di provenienza.

Doppio misto:
- 12 team formati da giocatori già qualificati nelle altre specialità ed ancora in gara al 9 agosto 2016.
- 4 team sono stati scelti dalla ITF in base al ranking ed al paese di provenienza.

## Calendario
| Uomini |  |  |  |  |  |  | Doppio |           | Singolare | 2 |
| Donne  |  |  |  |  |  |  |        | Singolare | Doppio    | 2 |
| Misto  |  |  |  |  |  |  |        |           | Misto     | 1 |
| Totale |  |  |  |  |  |  | 1      | 1         | 3         | 5 |

|  | Qualificazioni |  | Finali |

## Podi

### Uomini
| Evento                        | Oro                            | Argento                           | Bronzo                              |
| Singolare maschile (dettagli) | Andy Murray                    | Juan Martín del Potro             | Kei Nishikori                       |
| Doppio maschile (dettagli)    | Spagna Marc López Rafael Nadal | Romania Florin Mergea Horia Tecău | Stati Uniti Steve Johnson Jack Sock |

### Donne
| Evento                         | Oro                                     | Argento                                  | Bronzo                                    |
| Singolare femminile (dettagli) | Mónica Puig                             | Angelique Kerber                         | Petra Kvitová                             |
| Doppio femminile (dettagli)    | Russia Ekaterina Makarova Elena Vesnina | Svizzera Timea Bacsinszky Martina Hingis | Rep. Ceca Lucie Šafářová Barbora Strýcová |

### Misto
| Evento                  | Oro                                         | Argento                               | Bronzo                                  |
| Doppio misto (dettagli) | Stati Uniti Bethanie Mattek-Sands Jack Sock | Stati Uniti Venus Williams Rajeev Ram | Rep. Ceca Lucie Hradecká Radek Štěpánek |

## Medagliere
| Posizione | Paese         |   |   |   | Totale |
| --------- | ------------- | - | - | - | ------ |
| 1         | Stati Uniti   | 1 | 1 | 1 | 3      |
| 2         | Gran Bretagna | 1 | 0 | 0 | 1      |
| 2         | Porto Rico    | 1 | 0 | 0 | 1      |
| 2         | Russia        | 1 | 0 | 0 | 1      |
| 2         | Spagna        | 1 | 0 | 0 | 1      |
| 6         | Argentina     | 0 | 1 | 0 | 1      |
| 6         | Germania      | 0 | 1 | 0 | 1      |
| 6         | Romania       | 0 | 1 | 0 | 1      |
| 6         | Svizzera      | 0 | 1 | 0 | 1      |
| 10        | Rep. Ceca     | 0 | 0 | 3 | 3      |
| 11        | Giappone      | 0 | 0 | 1 | 1      |
| Totale    | Totale        | 5 | 5 | 5 | 15     |